# Bang Gang (une histoire d'amour moderne)
Bang Gang (une histoire d'amour moderne) è un film del 2015 diretto da Eva Husson. È stato presentato nella sezione Platform del Toronto International Film Festival del 2015.

## Trama
Biarritz. Rientrata a casa tardi per essere stata con degli amici in spiaggia fino a notte inoltrata, Laetitia ha una violenta discussione col padre. Approfittando del fatto che ha casa libera, Alex invita Laetitia, la sua migliore amica George e l'amico Nikita a trascorrere il pomeriggio a casa sua. Alex mostra agli amici un film pornografico e Nikita, nonostante il freddo, si spoglia completamente nudo davanti a loro. Con il pretesto di andare a bere qualcosa in cucina, Alex e George iniziano a baciarsi e finiscono col fare sesso. Laetitia e Nikita, rientrati per ripararsi dalla pioggia, li vedono.
Il rapporto tra Alex e George è comunque tutt'altro che ideale visto che il ragazzo sembra essere poco interessato alla relazione. Nel frattempo Laetitia e George scoprono la passione per la musica di Gabriel, un ragazzo carino che abita vicino a  Laetitia e che sembra provare sentimenti per George.
Dopo aver rotto con Alex, George si reca insieme a Laetitia ad una serata organizzata proprio a casa di Alex.
Mentre al piano di sopra Laetitia offre la sua verginità ad Alex, che filma il rapporto sessuale con il suo cellulare, al piano di sotto George, Nikita e gli altri ospiti si divertono con alcol, droghe e filmini erotici che presto danno loro idee per giochi erotici.
In seguito Alex e Nikita creano un sito internet protetto da password chiamato BangGang (dal nome bang gang dato alle feste sessuali organizzate a casa di Alex) dove i partecipanti alle feste di Alex potranno caricare e visionare foto e video dei momenti erotici delle feste. Queste feste diventano sempre più frequenti e attirano sempre più persone: nel corso di esse gli adolescenti bevono alcolici e fanno un eccessivo uso di droghe, si spogliano nudi e fanno sesso tra di loro e sotto gli occhi l'uno dell'altro senza alcun disagio. Anche George e Laetitia partecipano attivamente alle feste.
Solo Gabriel sembra non essere interessato a queste feste e preferisce dedicarsi alla sua musica e alle sue sessioni di ballo in stile beat. Tuttavia, dopo aver ricevuto un SMS da parte di Laetitia, decide di recarsi a casa di Alex e resta sconvolto della dissolutezza dei suoi compagni di classe. George lo vede e lo conduce nella stanza che durante le feste utilizza per avere rapporti sessuali con gli altri. Inizialmente Gabriel sembra piuttosto riluttante ma alla fine, sensibile al fascino di George, si arrende e fa l'amore con lei.
Il giorno seguente scoppia lo scandalo: un video di George impegnata in un rapporto sessuale è stato inavvertitamente caricato su YouTube ed è quindi visibile a tutti. George, sconvolta, non sa cosa fare, ma Gabriel la tranquillizza dicendo che farà in modo di far rimuovere il video e così fa.
A peggiorare le cose per la ragazza c'è poi la scoperta, durante una visita nell'infermeria della scuola, di aver contratto la sifilide. L'amministrazione scolastica viene così a conoscenza delle bang gang ed invita tutti gli studenti a sottoporsi ad analisi per scoprire se hanno contratto o meno malattie sessualmente trasmissibili. Gabriel, sebbene abbia avuto solamente un rapporto con George, ha contratto la gonorrea, il che gli procura la disapprovazione di suo padre che critica lo stile di vita privo di ambizioni dei liceali. George, intanto, vive una grave crisi familiare quando sua madre decide di mandarla in collegio. Laetitia, che dichiara in ospedale di essere vergine, scopre non solo di avere la sifilide, ma anche di essere incinta e decide di abortire.
Alla fine del film, scopriamo il destino dei diversi personaggi: Alex va in Marocco per aiutare la madre in degli scavi archeologici. Nikita lascia la casa di Alex e torna a casa propria. Laetitia parte per una vacanza estiva con suo padre. Gabriel e George si sono trasferiti in un piccolo appartamento a Berlino ed entrambi lavorano come camerieri in un ristorante. Il film termina con loro due, nudi nel loro appartamento, intenti a fare l'amore: dopo la follia della Bang Gang, ora i due hanno una relazione stabile.

## Produzione
Eva Husson ha girato il suo primo lungometraggio tra metà agosto 2014 e l'inizio di ottobre 2014 a Biarritz e nelle Landes, con il sostegno del regista danese Lars von Trier.

## Accoglienza

### Botteghino
Girato con un budget di 2,3 milioni di dollari, il film ha incassato ai botteghini 220.000 dollari.

### Critica
Il film ha ricevuto recensioni contrastanti da parte della critica. Il sito Rotten Tomatoes riferisce che il 67% di 27 recensione hanno dato al film una recensione positiva, per una valutazione media di 6/10. Il sito Metacritic ha assegnato al film un punteggio di 53 su 100, basato su 13 critici, indicando "recensioni contrastanti o medie".
Romain Blondeau di Les Inrockuptibles vide in questo film "una canzone esaltata per la rabbia adolescenziale, e uno dei film più desiderabili del giovane cinema francese nel 2015" e la corrispondente speciale Isabelle Regnier di Le Monde sottolinea che "il regista esalta con grande intelligenza e talento, la vitalità dei corpi e delle menti dei giovani nati sui social network, immersi nella cultura del porno".
Al momento dell'uscita nazionale, Pierre Vavasseur di Le Parisien avverte che "Bang Gang non ci va con il dorso del cucchiaio sulle derive degli adolescenti. Sesso, droghe e sesso di gruppo. Punizione venerea. Ma un vero respiro sensuale e moderno. Un amore trasgressivo per i corpi.".
Al contrario, Hugo-Pierre Gausserand per Le Figaro riassume la sua percezione del film come segue: "L'ambizione di Eva Husson è quella di aver prodotto un film di generazione che scatenerà necessariamente reazioni violente. Bang Gang è solo un film pretenzioso"..

## Riconoscimenti
- 2015 - Toronto International Film Festival[11]
  - Nomination Platform Prize a Eva Husson
- 2015 - BFI London Film Festival[11]
  - Nomination First Feature Competition a Eva Husson
- 2015 - Les Arcs European Film Festival[11]
  - Miglior colonna sonora originale
  - Cineuropa Award
  - Gran Premio della Giuria per il miglior film
  - Young Jury Prize
  - Nomination Crystal Arrow a Eva Husson
- 2016 - Jerusalem Film Festival[11]
  - Nomination International First Film a Eva Husson
- 2016 - International Cinematographers' Film Festival Manaki Brothers[11]
  - Bronze Camera 300
  - Nomination Golden Camera 300 a Mattias Troelstrup
- 2017 - Premi Lumière[11]
  - Nomination Migliore promessa maschile a Finnegan Oldfield